# 메리 앤더슨

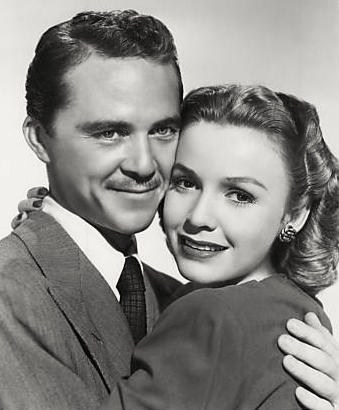

메리 앤더슨(Mary Bebe Anderson, 1918년 4월 3일 ~ 2014년 4월 6일)는 미국의 배우, 영화배우, 텔레비전 배우이다.
버밍햄에서 태어났으며 버뱅크에서 사망하였다. 사인은 질병이다.  포리스트 론 메모리얼 파크에 매장되었다.

## 영화
- 페이튼 플레이스 - TV 시리즈 (1964년)
- 클라이막스! (1954년)
- 위험한 횡단 (1953년)
- 아이, 더 주어리 (1953년)
- 그들에겐 각자의 몫이 있다 (1946년)
- 윌슨 (1944년)
- 구명 보트 (1944년)
- 베르나데트의 노래 (1943년)
- 시 호크 (1940년)
- 여자들 (1939년)
- 바람과 함께 사라지다 (1939년)